# Poa atropidiformis
Poa atropidiformis là một loài cỏ trong họ hòa thảo, thuộc chi poa.